# Fino all'alba (singolo)
Fino all'alba è un singolo del rapper italiano Capo Plaza, pubblicato il 21 giugno 2024 come primo estratto dalla riedizione deluxe del terzo album in studio Ferite.

## Video musicale
Il video, diretto da Peter Marvu, è stato reso disponibile in concomitanza con il lancio del singolo attraverso il canale YouTube del rapper.

## Tracce
1. Fino all'alba – 2:37

## Formazione
- Capo Plaza - voce
- Takagi & Ketra - produzione
- Luca Faraone - produzione

## Classifiche
| Classifica (2024) | Posizione massima |
| ----------------- | ----------------- |
| Italia            | 18                |